# Sectie (kadastraal)

Kadastrale kaart uit de 19e eeuw van Gramsbergen, sectie F, blad 3.

Een sectie is een onderdeel van een kadastrale gemeente en als zodanig een onderdeel van de in Nederland gebruikelijke wijze toewijzing van van een perceel, de zogenaamde kadastrale aanduiding.
Het opsplitsen van een gemeente in secties had bij het instellen van het kadaster in de 19e eeuw voornamelijk een praktisch voordeel: een kleiner gebied was eenvoudiger te overzien en te administreren. Iedere sectie had zijn eigen lijvig boekwerk, de legger. Een gebied in het veld is gelijk aan een foliant in de kast.
Bij de oprichting van het Kadaster in 1832 kreeg een landmeter de opdracht een bepaald gebied op te meten. Dit ging veelal per sectie. De omvang van het gebied, de schaal (meestal 1 : 2500) en de grootte van het blad (een vel papier) maakte dat een sectie, aangeduid met een hoofdletter, op meerdere bladen moest worden gekarteerd. Deze werden aangeduid met een cijfer. Dit cijfer heeft geen invloed op de aanduiding zelf: zo kan (als voorbeeld) perceel Gramsbergen F 789 op sectie F blad 2 en Gramsbergen F 790 op sectie F blad 1 staan.
De secties waren van oorsprong min of meer logische eenheden binnen een gemeente, bijvoorbeeld een dorp of kerspel. Later is dit principe losgelaten. Zo worden bij de oplevering van een ruilverkaveling de ontstane percelen ondergebracht in een nieuwe sectie. Heeft een gemeente bijvoorbeeld 5 secties A tot en met E, dan worden de nieuwe percelen ondergebracht in een nieuwe sectie F. Het kan zelfs gebeuren dat er hierdoor "oude" secties komen te vervallen.

## Twee letters
Soms komt een aanduiding voor met twee letters voor. Zo zijn in 1974 delen van de gemeente Adorp en Bedum overgegaan naar de gemeente Groningen. Ten gevolge hiervan werden de percelen opnieuw genummerd, vanwege het principe dat sectie altijd onderdeel is van een (burgelijke) gemeente. De percelen uit Adorp werden overgebracht in de (nieuwe) sectie AA en die van Bedum in sectie AB. Er werd zelfs een nieuwe kadastrale gemeente gecreëerd, met de naam Groningen AA enz. Later ontstond er een sectie AC voor de nieuwbouwwijken in dit gebied. De aanduiding van een perceel kom hierdoor wat complex over, bijvoorbeeld: Groningen AA enz. AC 2058.